# Andrij Łewczenko
Andrij Serhijowycz Łewczenko (ukr. Андрій Сергійович Левченко;  ur. 1 stycznia 1985 w Charkowie) – ukraiński trener siatkarski, wcześniej siatkarz, grający na pozycji środkowego, reprezentant Ukrainy.

## Jako siatkarz

### Sukcesy klubowe
Puchar Ukrainy:
- 2004, 2006, 2007, 2009, 2010

Liga ukraińska:
- 2005, 2007, 2010, 2011
- 2008
- 2021

Liga łotewska:
- 2009

Liga francuska:
- 2012

Liga białoruska:
- 2013, 2014

Liga fińska:
- 2016

### Sukcesy reprezentacyjne
Letnia Uniwersjada:
- 2011

Liga Europejska:
- 2017[4]

## Jako trener

### Sukcesy klubowe
Liga ukraińska:
- 2023